# راديو العاصمة اونلاين
راديو العاصمة أونلاين، إذاعة سورية تبث على شبكة الإنترنت خاصة تتبع شبكة العاصمة أونلاين السورية المعارضة. وهي من أولي الإذاعات الإخبارية التي تأسست مع بداية الأحداث السورية.

## من برامج الإذاعة
قدمت إذاعة شبكة العاصمة أونلاين منذ بداية بثها العديد من البرامج نذكر منها:[بحاجة لمصدر]
- سوريون بلا حدود: يُلقي الضوء على المؤسسات التي تقدّم خدماتها للسوريين، ويعرّف بها وبأبعادها يعدّه ويقدّمه: طارق محمد .
- أحلام صغيرة: لقاءات مع الأطفال بكل المحافظات السورية وخارج سوريا بحديث ممتع ومشوق.
- العيادة السورية: برنامج يستضيف في كل حلقة طبيب مختص يشرح أهم النقاط التي يجب على السوريين في الداخل والخارج الاهتمام بها، للوقاية من الأمراض المعروفة والموسمية وغيرها، والاستطبابات الأساسية التي ينصحون بها.
- شو عم يصير: آخر أحاديث مشاهير الإعلاميين والسياسيين على وسائل التواصل الاجتماعي، في برنامج "شوعم يصير"
- تشنططنا: البلاد التي تستقبل السوريين ووضعها، لقاءات مع الناس الذين جربوا الحياة ببلاد النزوح.
- بدائل: يلقي الضوء على إبداعات الشعب السوري، وما أوجده الناس للتغلب على الظروف الصعبة وضغوطاتهم، للتخفيف من مصاعب الحياة .
- سوريا هذا الأسبوع: يتناول التطورات السياسية والميدانية، ويُجمل الأحداث على الساحة العسكرية في سوريا، وعين صحفية على نظرة العالم لأحداث سوريا .